# Barbus callipterus
Barbus callipterus és una espècie de peix cipriniforme de la família dels ciprínids.

## Morfologia
Els mascles poden assolir els 8 cm de longitud total.

## Distribució geogràfica
Es troba a Fernando Poo, Nigèria, i des de Benín fins al Camerun, i des de Ghana fins a la Costa d'Ivori.